# Ромхакінг
Ромхакінґ (англ. ROM hacking) — процес модифікування образу ПЗП (англ. ROM) відеогри з метою змінити графіку, текст, рівні, ігровий процес, або інші елементи. Зазвичай цим займаються технічно підковані фанати відеоігор з метою вдихнути нове життя улюбленій старій грі, або навіть створити нову гру, використовуючи рушій старої.
Ромхакінг, як правило, здійснюється за допомогою Hex-редакторів, асемблерів, зневаджувачів, редакторів тайлів. Деякі інструменти створюються спеціально для певної гри, наприклад, редактори рівнів.
Також за допомогою ромхакінгу фанати можуть робити переклади відеоігор різними мовами.